# Мистичният брак на Света Екатерина Александрийска
„Мистичният брак на Света Екатерина Александрийска“ (на италиански: „Matrimonio mistico di santa Caterina d'Alessandria“) е картина на италианския художник Антонио да Кореджо от около 1520 г. Картината (28 х 24 см) е изложена в Зала 12 на Национален музей „Каподимонте“, Неапол (Италия). Използваната техника е маслени бои върху дърво.

## История
В бележка на документ за собственост на Барбара Сансеверино от 27 април 1596 г. тази малка, но изключително красива творба е записана и определена като картина на Антонио да Кореджо, наречена „Сватбата на Света Екатерина“ (Sposalizio di Santa Caterina). Самата собственичката предлага картината като подарък на херцога на Мантуа Винченцо I Гондзага, който има особен интерес към творбите на Кореджо, но всъщност тя никога не стига до Мантуа. В годините когато във Вечния град, благодарение на популярността на Анибале Карачи и на неговото школа, славата на Антонио да Кореджо достига върха, картината е поискана от кардинал Одоардо Фарнезе в Рим.
Може би би трябвало да се идентифицира с картината, видяна от Скенели в Палацо дел Джардино в Парма и описана през 1657 г. в неговия „Микрокосмос“, въпреки че малка картина на тази тема също е регистрирана в Рим в Палацо „Фарнезе“ през 1644 г. Във всеки случай копие на картината трябва да е останало в Рим и да е принадлежало на учения Лелио Гуидичони, на когото е посветена щампа на Джован Батиста Меркати, взета от нея, много по-вярна на оригинала от предишната гравюра на Джорджо Гизи.
Копие върху платно на тази картина се намира в Ермитажа (Санкт Петербург) и, според гравюра на Моет, взета от него, има надпис на гърба, който гласи следното: „Хвала на Бога, за дона Матилда д'Есте Антонио Лието да Кореджо направи тази малка kartina заради нейната преданост. A.o 1517”. Въпреки това, критиците са склонни да преместват датировката в годините непосредствено след 1517 г., обикновено в рамките на декорацията на Залата на Св. Павел в Бившия манастир на Св. Павел в Парма, с която тя споделя аналогична свежест на разказа и нова трезва, но всъщност много проучена простота.

## Описание
В своята творба Антонио да Кореджо изобразява благословения лично от Дева Мария мистичен брак на света Екатерина с Христос. В близък план, на синтетизиран пейзаж, се виждат вляво Дева Мария с Младенеца, седнал в скута ѝ, а вдясно – принцесата и мъченица света Екатерина. С лявата си ръка Дева Мария държи ръката на Екатерина, на която след миг, с помощта на майка си, Христос ще постави венчален пръстен – символ на мистичния им съюз. Между главните герои се преплитат жестове и погледи със забележително усещане за позната естественост. Двете жени се навеждат към центъра и в лицата им се долавя юношеска свежест, прекъсната от изражението на Младенеца, който се обръща към майка си, сякаш за да получи нейното съгласие. Кореджо, както в тази, така и в друга своя картина – Поклонението на влъхвите, изложена в Художествена галерия „Брера“ в Милано, изобразява в профил лицето на Дева Мария – лице изпълнено с благост и увереност. За разлика от други картини, в които художникът изобразява Младенеца гол, тук той е облечен в бяла риза. Тук вече не става въпрос за Младенеца по маниера от 15 век, използван в двете предишни творби по темата, във Вашингтон и в Детройт, а в този случай художникът представя дете, достатъчно голямо, за да може да направи жеста на поставяне на пръстена, което свидетелства за интереса му към този период към света на децата, който той внимателно изучава. Дори присъствието на бялата дреха свидетелства за прецизен избор реалистично да се изобрази възрастта с няколко години напред, за разлика от традиционната голота на Младенеца Исус.
Направените рентгенови анализи потвърждават, че картината в Неапол е прототип на многото копия, както и на платното, съхранено в Ермитажа в Санкт Петербург: основната рисунка на Богородица е малко по-различна и художникът е обърнал картината с главата надолу, преди да започне нова композиция. Изпълнението е живо, допирът е сигурен, изобразяването на детайлите е забележително. По-изтънчен и елегантен език ще последва в другия Мистичен брак на Света Екатерина Александрийска в Лувъра, който Кореджо рисува само няколко години по-късно.
Картини на Антонио да Кореджо със същата тема има изложени в Национална галерия на изкуството, Вашингтон, Института по изкуствата в Детройт и в Лувърa в Париж.

## Галерия
- „Мистичният брак на Света Екатерина Александрийска и светци“ (1510 – 1511 г.), Национална галерия на изкуството, Вашингтон
- „Мистичният брак на Света Екатерина Александрийска и три светии в пейзаж“ (1512 г.), Институт по изкуствата в Детройт
- „Мистичният брак на Света Екатерина Александрийска в присъствието на Свети Себастиан“ (1527 г.), Лувър, Париж